# Gusoku-bugyō
Le gusoku-bugyō (具足奉行) est un département gouvernemental du shogunat Tokugawa japonais, responsable de l'armement des soldats du shogun.
Le département est créé en 1604, mais il n'est connu sous le nom « bugu-bugyō » qu'après 1863.

## Source
- Louis-Frédéric Nussbaum et Käthe Roth, Japan Encyclopedia, Cambridge, Harvard University Press, 2005  (ISBN 0-674-01753-6 et 978-0-674-01753-5) (OCLC 58053128).